# Moresnet

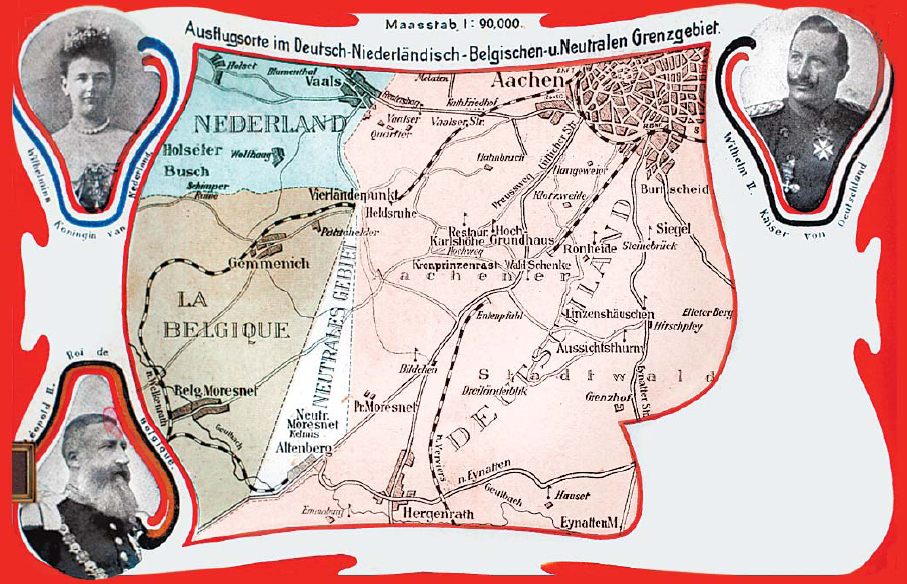
Carte poștală cu Moresnet (1900)

Moresnet sau Moresnetul neutru a fost unul dintre cele mai mici state independente din Europa. Statul ocupa o suprafață de 3,4 km² și se afla între Țările de Jos și Prusia și între Germania și Belgia la 7 km sud-vest de Aachen. Spre nord teritoriul ajungea până la dealul Vaalserberg, care astfel a devenit un punct de intersecție a „patru granițe”.
Moresnet a existat din 1816, când Țările de Jos și Prusia au avut un conflict nerezolvat în legătură cu acest teritoriu, până în 1919, când Moresnet s-a unit cu Belgia, care își declarase anterior independența față de Țările de Jos în 1830.
Satul Kelmis a fost capitala statului Moresnet, iar primarul satului a fost șeful statului. La începutul existenței sale statale, Moresnet avea numai 256 locuitori. După 50 de ani de existență, Moresnet ajunsese să aibă 2.500 locuitori.
Moresnet a fost un stat care a generat ideea că ar putea deveni un stat de tip esperantean, deci unul având limba esperanto ca limba oficială.

## Istoric
Acest teritoriu a apărut deoarece țările vecine n-au reușit după perioada de domnie a lui Napoleon, să ajungă la o înțelegere. Din punct de vedere juridic în Neutral-Moresnet se aplica Codul civil a lui Napoleon, iar judecătorii belgieni sau germani țineau cont de acest cod de legi. În Primul Război Mondial teritoriul este ocupat de Germania, iar după tratatul de la Versailles din iunie 1919 aparține Belgiei fiind denumit Kelmis (franc. La Calamine), ca azi să aparțină de localitatea Plombières (germ. Bleiberg) din Belgia.